# Lappeenranta

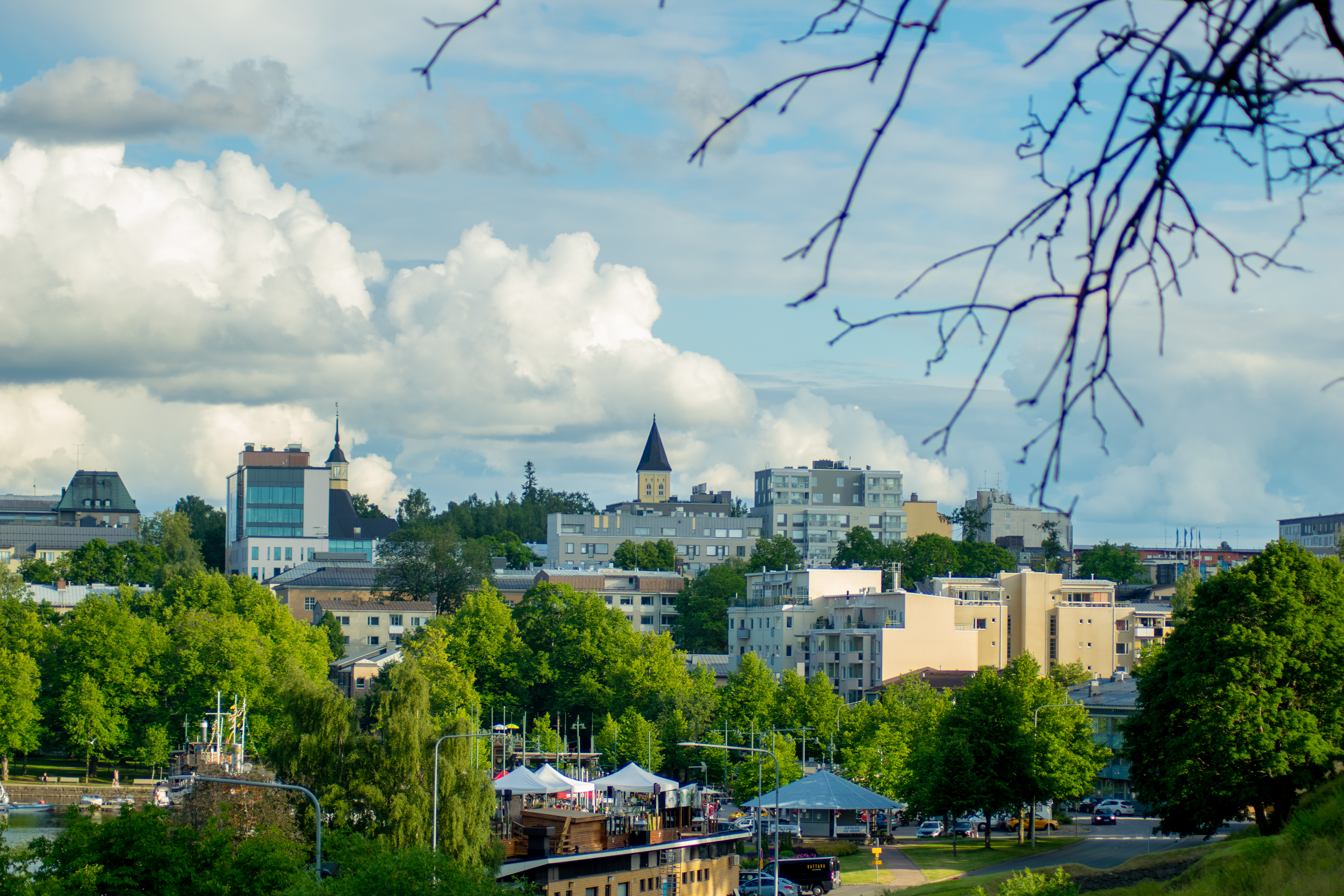
Cảnh quan thành phố Lappeenranta.

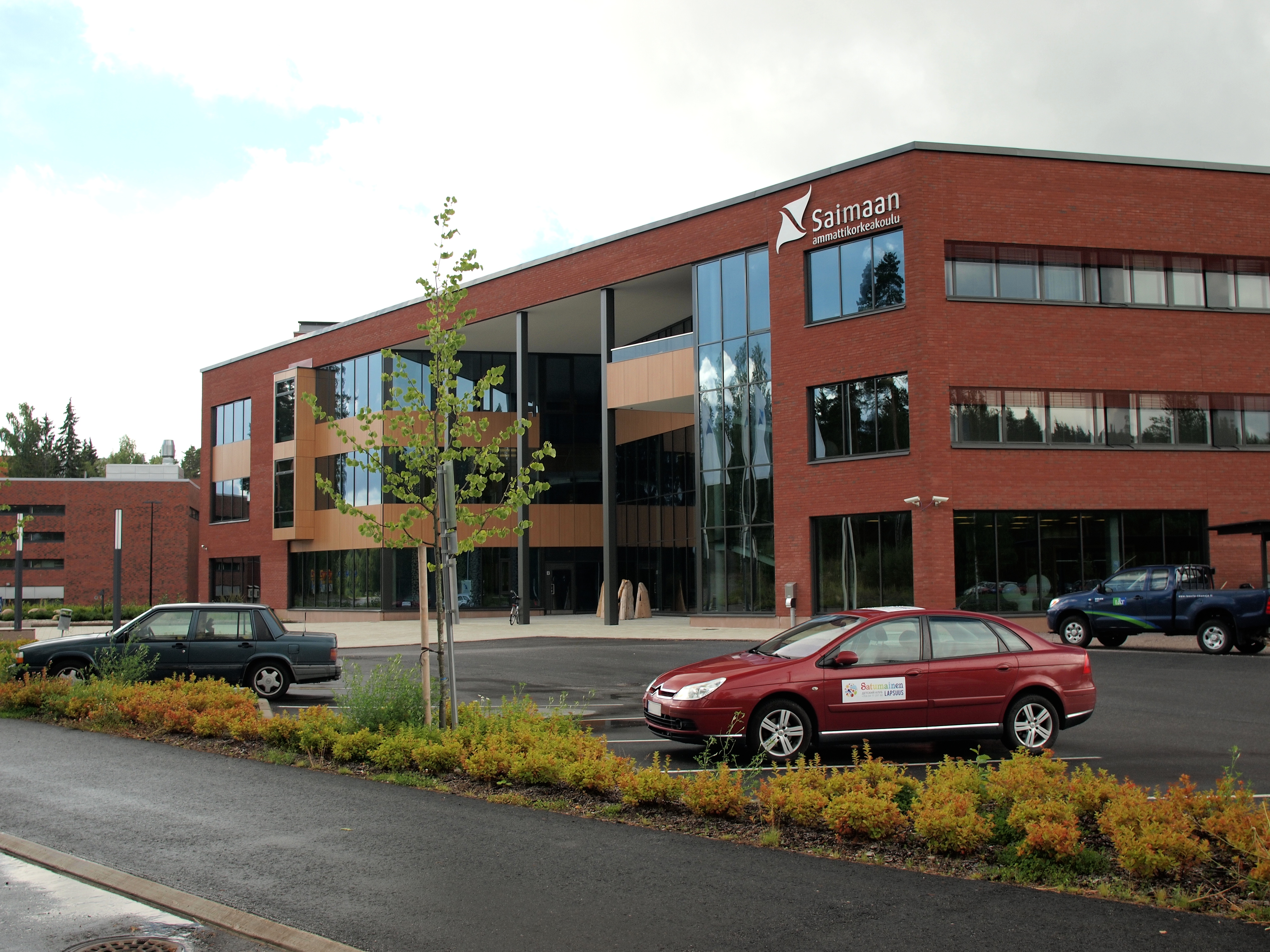
Đại học Khoa học Ứng dụng LAB ở Lappeenranta.

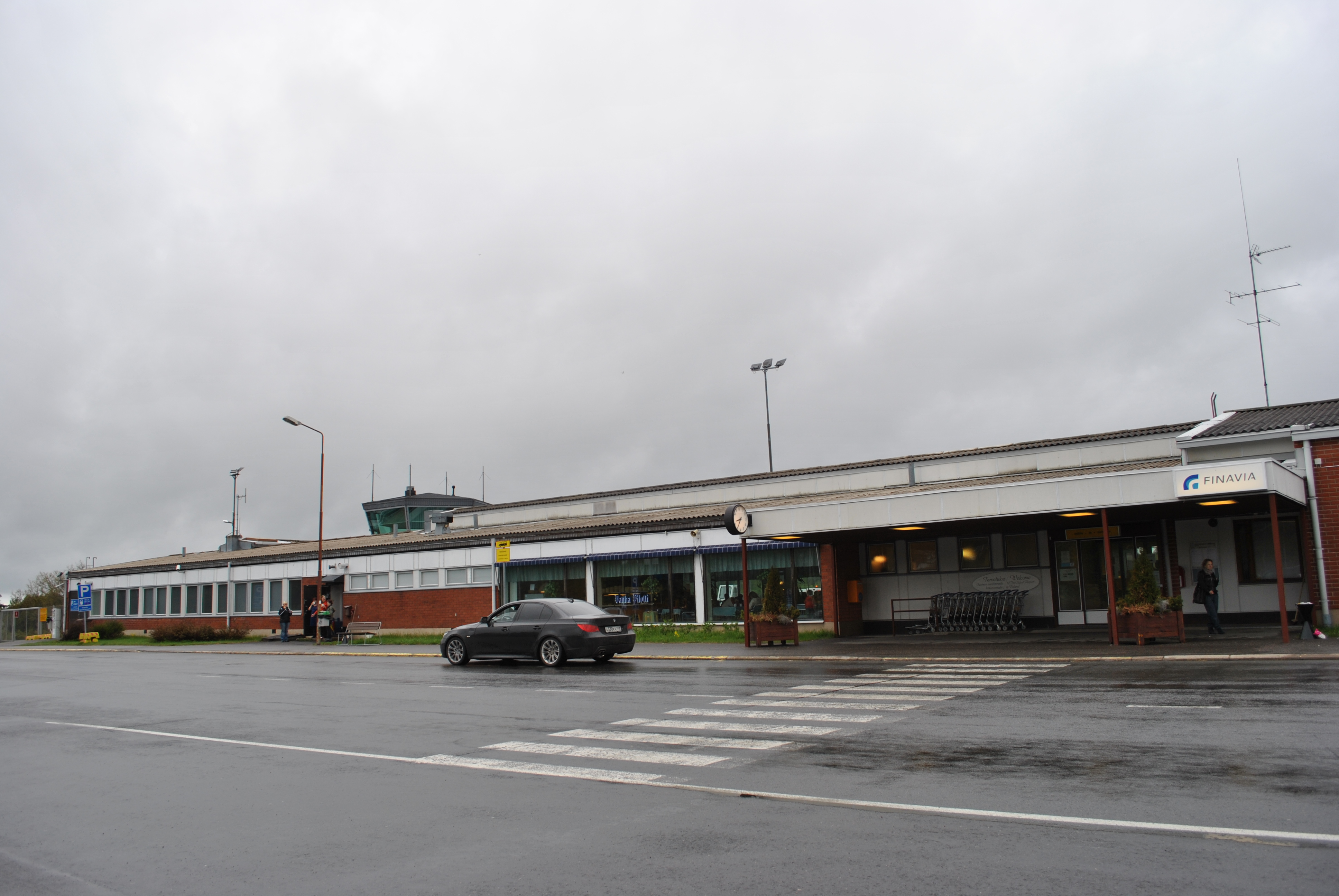
Sân bay Lappeenranta.

Lappeenranta (tiếng Thụy Điển: Villmanstrand; nghĩa đen là "bến bờ của kẻ đàn ông hoang dã") là một thành phố và khu tự quản nằm trên bờ của hồ Saimaa ở Đông Nam Phần Lan, khoảng 30 km (19 dặm) từ biên giới Nga. Nó thuộc về khu vực Nam Karelia.Theo thống kê năm 2022, dân số Lappeenranta là khoảng 73.000 người. Lappeenranta là thành phố lớn thứ 13 ở Phần Lan, thành phố lân cận của Joutseno được hợp nhất với Lappeenranta ngày 01 tháng 1 năm 2009, và các thành phố lân cận Ylämaa được hợp nhất vào ngày 01 tháng 1 năm 2010.

## Lịch sử
Lappeenranta ban đầu được hình thành xung quanh một mũi đất nhô vào hồ Saimaa. Trong thế kỷ 16, chợ được chuyển từ Kauskila trung tâm cũ của Lappee đến mũi đất cỏ pháo đài hiện tại. Tài liệu đề cập đến đầu tiên của Lapwes, tên lúc đó của khu định cư, trong một điều lệ đặc quyền năm 1542, đưa chợ này nằm dưới quyền quản lý của Viborg.
Thị trấn đã được cấp điều lệ năm 1649 của Nữ hoàng Christina của Thụy Điển, hợp pháp hóa việc buôn bán ở chợ thời điểm đó phổ biến của Lapvesi. Tuy nhiên, điều lệ đặc quyền của nghị viện và huy hiệu đã được xác nhận năm 1652 sau khi bố trí thị trấn đã được phê chuẩn bởi Erik Aspegren. Vào thời điểm đó, Lappeenranta là một cảng quan trọng cho nhựa đường.
Giữa 1721 và 1743, Lappeenranta là thủ phủ của Kymmenegård và tỉnh Savonlinna.
Năm 1741, trận Villmanstrand giữa quân đội Thụy Điển và Nga trong chiến tranh Nga-Thụy Điển 1741-1743. Trận đánh kết thúc trong chiến thắng của Nga. Thị trấn đã cướp phá, cấu trúc bằng gỗ bao gồm cả dinh tể tướng tỉnh bị đốt cháy và các kho lưu trữ của giáo hội bị hư hỏng.
Khu tự quản Lappee được sáp nhập vào Lappeenranta vào năm 1967. Nuijamaa gia nhập vào năm 1989. Trong suy thoái tài chính của năm 2009 và 2010, Joutseno và Ylämaa sáp nhập vào Lappeenranta.

## Kinh tế
Lappeenranta có sự đa dạng trong nền kinh tế với các ngành công nghiệp như công nghiệp chế biến thực phẩm, sản xuất máy móc và thiết bị, và du lịch.
Trường Đại học Kỹ thuật Lappeenranta-Lahti (LUT) là một trường đại học nổi tiếng tại đây, nổi bật trong lĩnh vực công nghệ và kinh doanh.

## Du lịch và Văn hóa
Lappeenranta có một lâu đài cổ, Lappeenrannan Linnoitus, là điểm thu hút du khách.
Hàng năm, thành phố tổ chức Lappeenranta Ballet Gala, một sự kiện quốc tế nổi tiếng với sự tham gia của các nghệ sĩ nổi tiếng từ khắp nơi trên thế giới.